# Heroldsberg (Waischenfeld)
Heroldsberg ist ein Gemeindeteil der Stadt Waischenfeld im Landkreis Bayreuth (Oberfranken, Bayern). Heroldsberg liegt in der Gemarkung Gösseldorf.

## Geografie
Das Dorf Heroldsberg steht im Süden einer Hochebene, die vom Aufseßtal im Südwesten und vom Wiesenttal im Südosten abgegrenzt wird. Das Dorf liegt im zentralen Teil der Fränkischen Schweiz, etwa eineinhalb Kilometer nordwestlich der Wiesent und dreieinhalb Kilometer nordöstlich der Aufseß. Die Nachbarorte sind Waischenfeld im Osten, Heroldsberg-Tal im Südosten, Saugendorf und Gösseldorf im Südwesten, Schönhaid und Seelig im Westen und Hubenberg im Nordwesten. Das Dorf ist von dem zweieinhalb Kilometer entfernten Waischenfeld aus über die Staatsstraße 2191 und dann über die Kreisstraße BT 34 erreichbar.

## Geschichte
Übersetzung der Ältesten Urkunde zur Geschichte Waischenfelds und Heroldsbergs von 1122.
Im Namen der hl. und ungeteilten Dreifaltigkeit! Otto, durch Gottes Gnade demütiger Bischof der Bamberger Kirche. Weil eine Sache leicht in Vergessenheit gerät, wenn man ihren Ursprung nicht weiß, muß der Lauf der Dinge schriftlich festgehalten werden, damit er nicht in späteren Zeiten dem Gedächtnis entgleitet. Deshalb geben wir allen Christgläubigen, den zukünftigen wie den gegenwärtigen, bekannt, daß gemäß dem Rat unserer Geringigkeit ein Edelmann, namens Wirint von „wischenvelt“ (Waischenfeld), als er im Gefühl der göttlichen Liebe, um seine Seele zu gewinnen, auf alle seine weltliche Habe verzichtete, seinen ganzen Landbesitz samt der zu zerstörenden Burg bei Waischenfeld an den Altar des hl. Michael auf dem Berg zu Bamberg mit der Bestimmung übertrug, daß wenn sein damals noch in den Knabenjahren stehender Sohn Konrad sein Leben ohne Erben beschließe, das vorgenannte Kloster den bezeichneten Landbesitz samt der zu zerstörenden Burg ganz besitzen solle; sofern er aber um einen Erben zu haben eine ihm passende Frau heirate, sollten die beiden Landbesitzungen „Nueneigen“(wohl Neuenhaid nordwestlich von Waischenfeld) und „heroltesberge“ (Heroldsberg bei Waischenfeld) dem Kloster verbleiben und die Mönche sie zu ihrem Nutzen verwenden, und alles übrige solle Konrad haben. Damit gehört Heroldsberg zu den ältesten Orten der Gemeinde Waischenfeld und könnte 2022 einen runden Geburtstag feiern. (Quelle: Sign.: StABa, Kloster Michelsberg, Urkunden Nr. 13)
Bis zur Gebietsreform in Bayern war Heroldsberg ein Gemeindeteil der Gemeinde Gösseldorf im Landkreis Ebermannstadt. Die mit dem Gemeindeedikt von 1818 gebildete Gemeinde hatte 1961 insgesamt 337 Einwohner, davon 71 in Heroldsberg. Die Gemeinde Gösseldorf wurde am 1. Januar 1971 nach Waischenfeld eingemeindet.

## Baudenkmäler

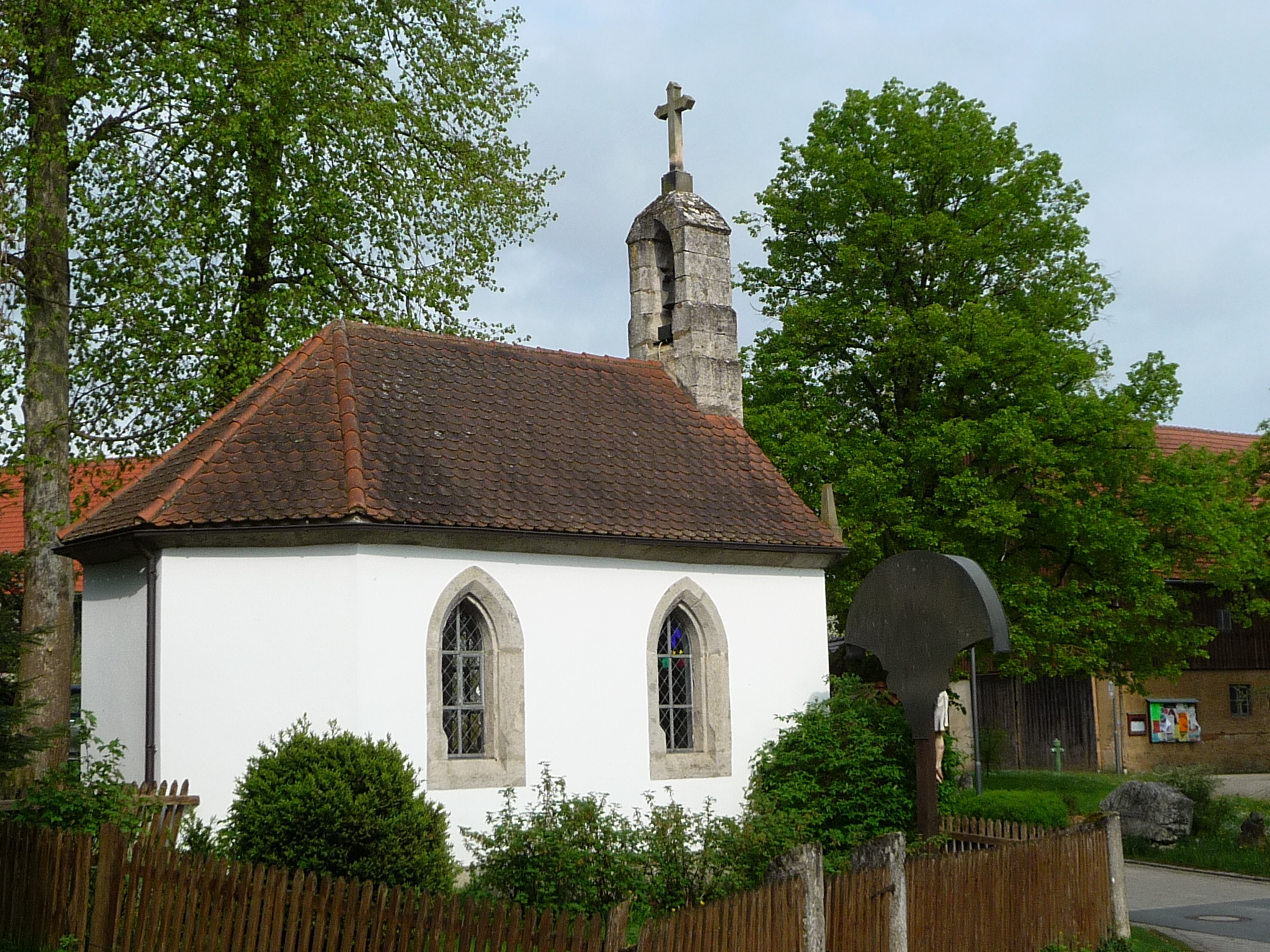
Die Kapelle von Heroldsberg

Baudenkmäler sind ein ehemaliges Wohnstallhaus und eine Kapelle.

## Persönlichkeiten
- Kilian Knörl (1930–1988), römisch-katholischer Ordensmann, Missionar und Märtyrer